# Sjumnyj den
Sjumnyj den (russisk: Шумный день) er en sovjetisk spillefilm fra 1960 af Anatolij Efros og Georgij Natanson.

## Medvirkende
- Valentina Sperantova som Klavdija Vasiljevna Savina
- Gennadij Petjnikov som Fjodor
- Tatjana Nadezjdina som Tatjana
- Vladimir Zemljanikin som Nikolaj
- Oleg Tabakov som Oleg